# 信濃鐵道SR1系電聯車

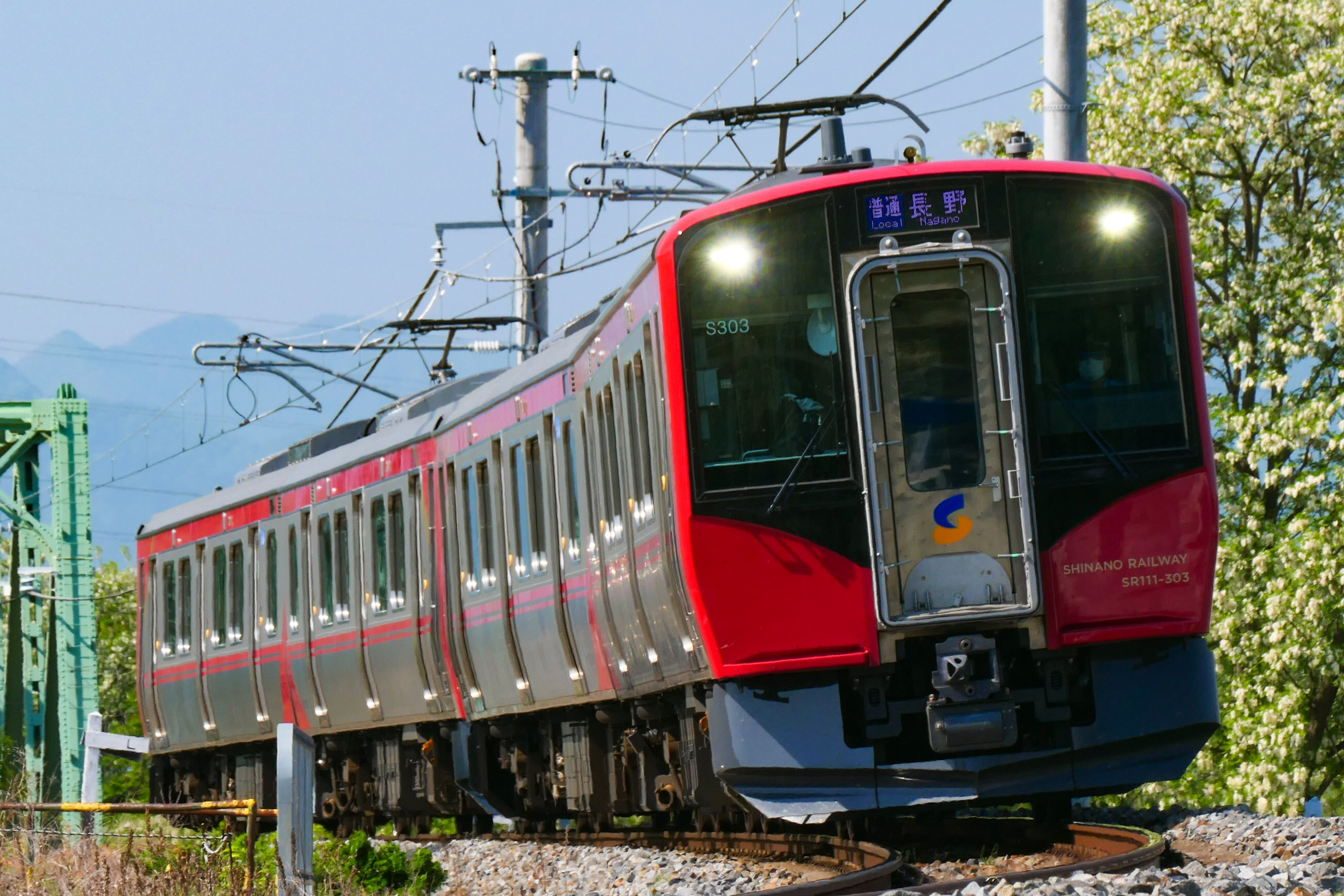
SR1系通勤版本

信濃鐵道SR1系電聯車（日语：しなの鉄道SR1系電車）是信濃鐵道的列車，是用於取代老舊的115系。該列車與E129系列車同款。

## 簡介
列車車內設備與E129系相同，車內有115系不能使用的洗手間。頭三列列車是特急版，車內有Wi-Fi，充電插頭。車內離站音樂是長野縣歌《信濃之國》。

## 購買原因
因為VVVF列車的用電量比現在使用的115系大大少用50%，而且新列車的維修費比舊車少超過一半。所以信濃鐵道決定購買新列車。

## 塗裝
特急版列車是藍色；通勤版列車是紅色。